# Yves Urbain
Yves Joseph Julien Henri Arille Urbain (Quaregnon, 22 februari 1914 - Leuven, 21 mei 1971) was een Belgisch politicus voor de PSC en hoogleraar aan de Université catholique de Louvain. Hij was onder meer minister, senator en volksvertegenwoordiger.

## Biografie
Yves Urbain promoveerde tot doctor in de letteren en de wijsbegeerte aan de Université catholique de Louvain. Beroepshalve werd hij aan deze universiteit in 1943 assistent, in 1945 docent en in 1949 hoogleraar. Tevens was hij van 1950 tot 1954 actief als journalist en hoofdredacteur van de krant La Cité.
Hij werd politiek actief voor de PSC en was van 1958 tot 1960 kabinetsmedewerker van premier Gaston Eyskens. Vervolgens begon hij een ministeriële loopbaan: van 1960 tot 1961 was hij minister van Arbeid en Tewerkstelling in de regering-G. Eyskens III, van 1965 tot 1966 minister van Verkeerswezen in de regering-Harmel en van 1966 tot 1968 minister-staatssecretaris van Streekeconomie in de regering-Vanden Boeynants I.
Bovendien had Urbain een parlementaire loopbaan: van 1963 tot 1965 zetelde in opvolging van René de Dorlodot als provinciaal senator voor Henegouwen in de Senaat en van 1965 tot aan zijn dood in 1971 zetelde hij voor het arrondissement Bergen in de Kamer van volksvertegenwoordigers.

## Publicatie
- 'Le découpage régionbal. Opération objective ou subjective?', in Revue générale de Belgique, 1969.